# Довгоніжкові
Довгоніжкові, також караморові комарі, тіпуліди (Tipulidae) — родина двокрилих комах із підряду довговусих.

## Чисельність та ареал
Родина Tipulidae налічує близько 4000 видів із 59 родів. Розповсюджена у всьому світі, крім Антарктиди, деяких районів Арктики й невеликих океанічних островів. Фауна комарів-довгоногів більшості країн Європи вивчена досить повно. Найбільша кількість видів (160—180) зареєстрована в Західній і Південно-Західній Європі (Франція, Іспанія, Італія, Греція).
Велика роль у вивченні цієї родини на території колишнього Радянського Союзу належить українському ентомологу Євгену Миколайовичу Савченку. Він  описав один рід, чотири підроди, 132 види й 28 підвидів родини Tipulidae. В Україні відмічено 123 види цієї родини, один з яких занесено до Червоної книги (Ктенофора прикрашена).

## Будова

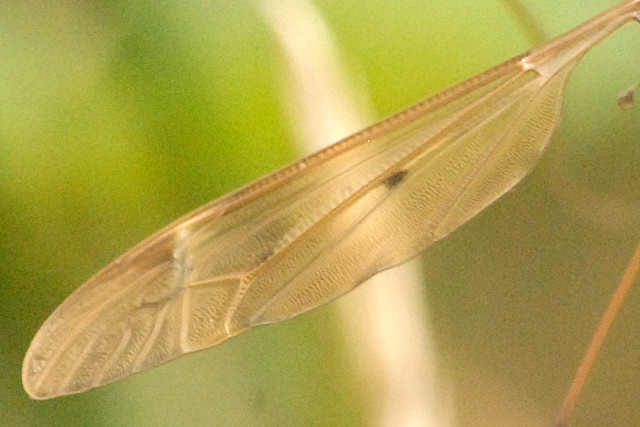
Крило Tipula fulvipennis

Характеризуються витягнутим тулубом, парою тонких крил та довгими стрункими ногами. Довжина тіла — від 5 до 55 мм. Основне забарвлення — сіре, коричнювато-жовте або жовте. Очі — великі, чорні, іноді з металічним зеленим відблиском, займають більшу частину бічної поверхні голови. Вусики — короткі (загнуті назад, не досягають основ крил), помірно довгі (досягають основ крил) або довгі (майже досягають основи черевця).

## Розмноження

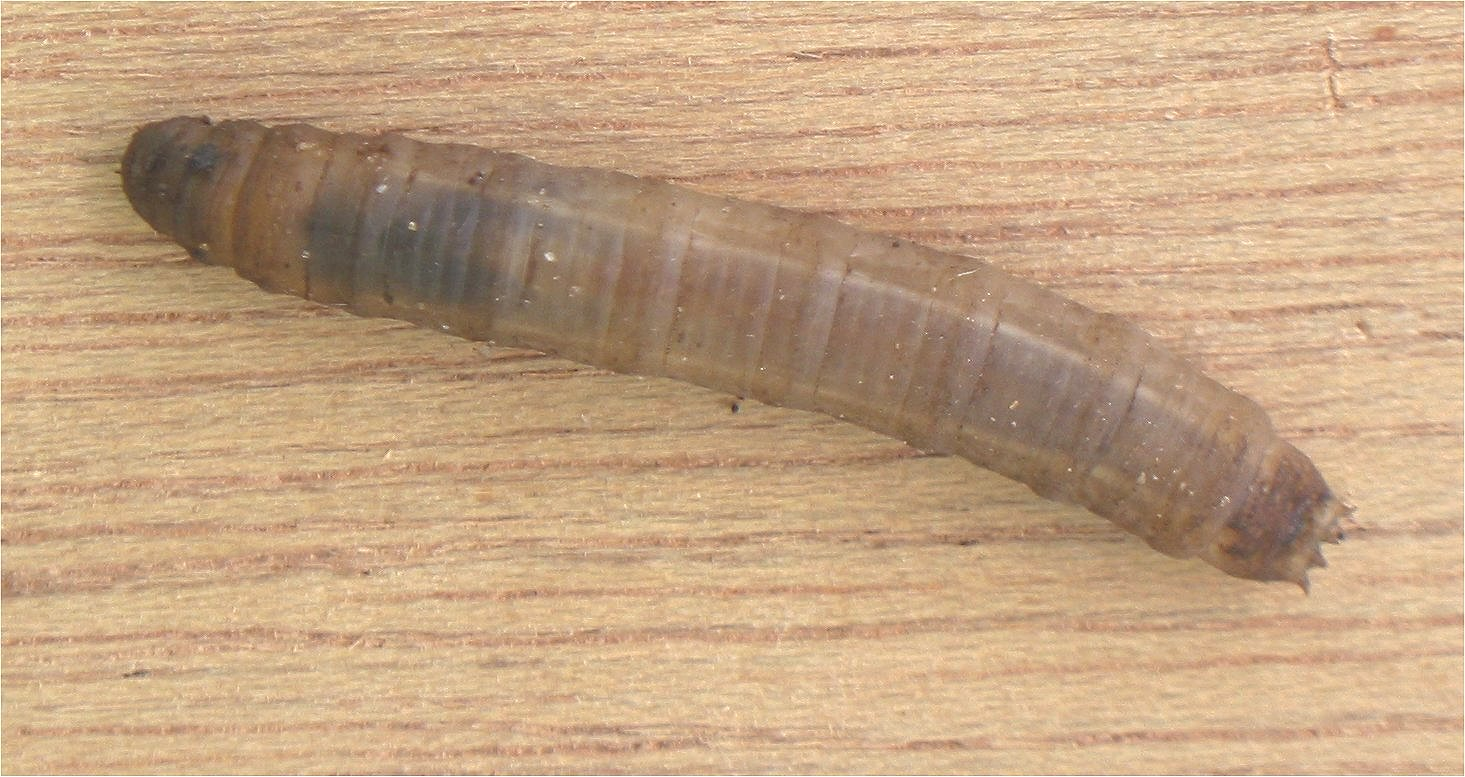
Личинка Tipula

Статева система самців довгоногів складається з  сім'яників та едеагуса. Основною частиною жіночого статевого апарата  є паристі яєчники. Фази розвитку: яйце, личинка і лялечка. Формування статевих продуктів відбувається дуже рано, ще в личинковій фазі. Більшість довгоногів виходить із лялечок уже статевозрілими. Плодючість довгоногів висока, до 500 яєць на самку. У дорослих комах ознакою статевого диморфізму є більші розміри самок порівняно із самцями.

## Значення в природі та господарстві

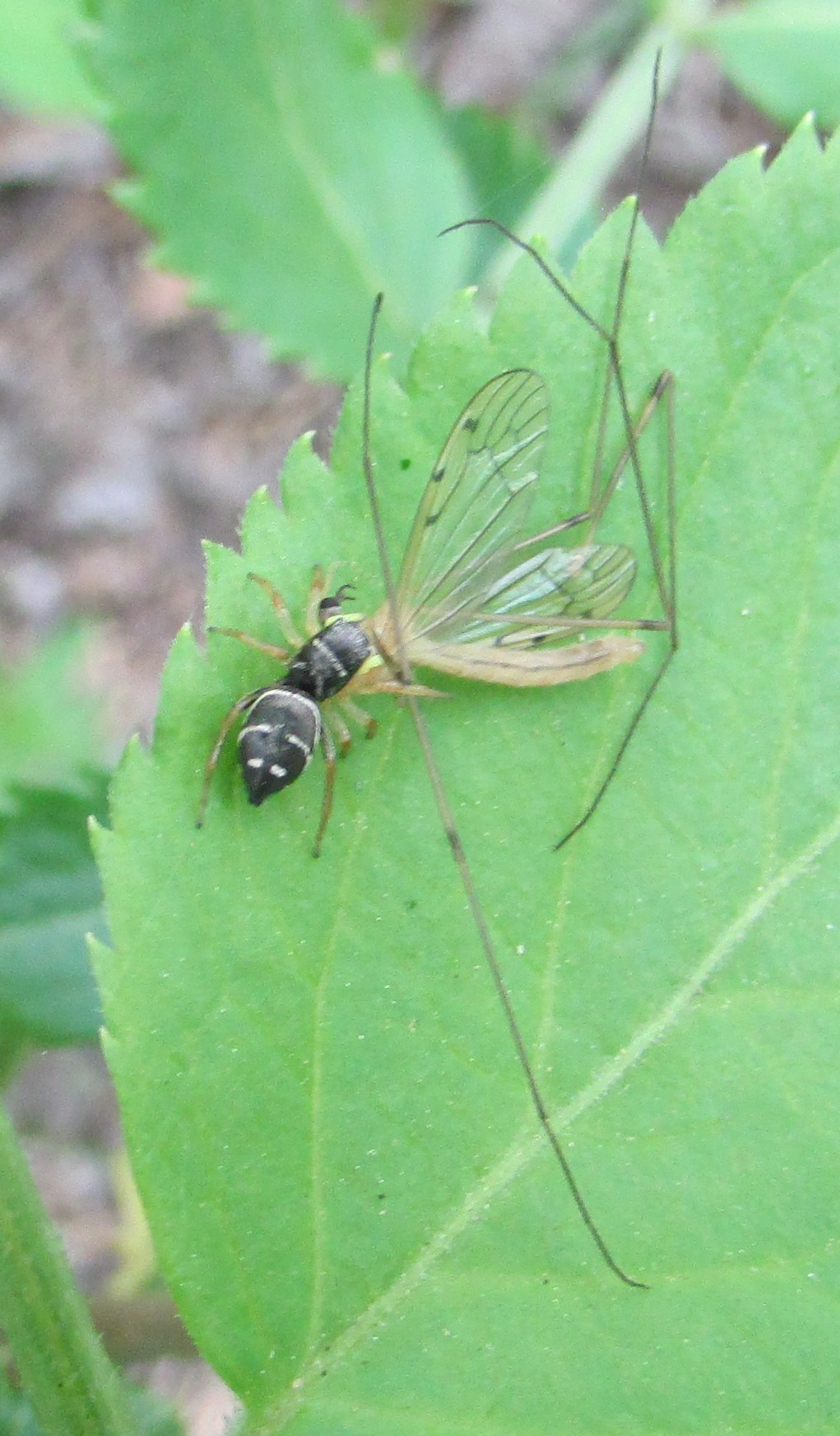
Павук геліофанус уполював типуліду

Личинки деяких довгоногів, з одного боку, відомі як злісні шкідники сільськогосподарських та інших рослин, з другого — серед них є   активні ґрунтоутворювачі. Їх личинки сприяють поліпшенню структури ґрунту та збагачують його хімічний склад, оскільки переробляють листовий опад і мертву деревину. Крім того, комарі-довгоноги мають велике значення в харчуванні жаб, птахів, дрібних ссавців та хижих безхребетних тварин.